# سالوادور فیدالگو
سالوادور فیدالگو ی لوپگارشیا (Salvador Fidalgo y Lopegarcía) (زادهٔ ۶ اوت ۱۷۵۶- درگذشتهٔ ۲۷ سپتامبر ۱۸۰۳)، کاوشگر اسپانیایی بود. او در قرن ۱۸ یک مأموریت اکتشافی را از اسپانیا تا آلاسکا و شمال غربی آرام فرماندهی کرد.

## اوایل حرفه
فیدالگو در لا سئو د اورگل در استان لریدا در ناحیه کاتالونیا، اسپانیا در یک خانواده اشرافی ناوارسی زادهٔ شد. او به عنوان کارآموز دریانوردی در کالج دریانوردی کادیس شرکت کرد و به عضویت نیروی دریایی اسپانیا درآمد. در سال ۱۷۷۵ فارغ‌التحصیل شد و عنوان آلفرز دو فراگاتا را کسب کرد.
او به عنوان عضوی در گروه نقشه‌کشی ویسنته توفینیوس انتخاب شد، در دهه ۱۷۸۰ روی پروژه اولین اطلس‌بندر و آب‌های ساحلی اسپانیا کار می‌کردند. در ماموریت‌های مختلفی در مدیترانه حضور داشت و در جنگ ضد بریتانیا و پرتغال شرکت کرد. در سال ۱۷۷۸ به درجهٔ ناوبانی ارتقا پیدا نمود و به پایگاه دریایی اسپانیا در سان بلاس، مکزیک منتقل شد.

## اسپانیا و شمال غربی آرام
ادعای مالکیت آلاسکا و شمال‌غربی اقیانوس آرام از جانب اسپانیا وحقوق ذکر شده در پیمان توردیسیلاس به فرمان پاپ، به سال ۱۴۹۳ برمی‌گردد، این دو سند رسمی به اسپانیا اجازه داد تمام نیمکرهٔ غربی (به جز برزیل) را به‌طور انحصاری تحت استعمار بگیرد، از جمله قراردادهای مهم در آن حق سلطه اختصاصی بر تمام ساحل غربی آمریکای شمالی بود. اولین مأموریت اروپایی برای رسیدن به ساحل غربی آمریکای شمالی به فرماندهی واسکو نونیس د بالبوا انجام شد که در سال ۱۵۱۳ به ساحل پاناما رسید. بالبوا ادعا کرد، اقیانوس آرام و سرزمین‌های اطراف آن ازجمله ساحل غربی آمریکای شمالی تحت مالکیت پادشاهی اسپانیا هستند. این اقدام بالبوا ادعای کنترل انحصاری اسپانیا بر تمام ساحل غربی آمریکای شمالی را مستحکم کرد.
هیچ تردیدی در این ادعا نبود و امپراتوری اسپانیا تا ۲۵۰ سال بعد از ادعای بالبوا در سواحل شمالی غربی آمریکای شمالی جستجویی نکرد و مستقر نشد. گرچه در اواخر قرن ۱۸ و با آشنایی امپراتوری روسیه و بریتانیا نسبت به آن مناطق به اندازه کافی در مورد ادعای مالکیت شمال غربی آرام دچار تردید شد و متوجه میزان دست اندازی روس‌ها و بریتانیایی‌ها به آن مناطق شد.

## مأموریت فیدالگو در ۱۹۷۰
در سال ۱۷۹۰ و با فرمان خوان ویسنته د گومس پادیلا هوراکاسیاس دومین فرماندار رویلیاخیخدو، نایب‌سلطنهٔ اسپانیای جدید، فیدالگو به شمالی‌ترین قسمت اسپانیای جدید، سن لورنزو د نوتکا، جزیره ونکوور امروزی اعزام شد.
فیدالگو در می ۱۷۹۰ از نوتکا خارج شد و چند هفته بعد در کوردووا، آلاسکای امروزی لنگر انداخت. در این مأموریت هیچ نشان‌های از حضور روس‌ها نبود و فقط مردم بومی منطقه حضور داشتند. در ژوئن ۱۷۹۰ به اورکا اینلت رسیدند و فیدالگو در یک مراسم رسمی صلیب چوبی بزرگی برافراشت و دوباره بر سلطنه اسپانیا تأکید کرد و این منطقه را پوئرتو کوردووا نام‌گذاری کرد. فیدالگو مسیر خود در ساحل آلاسکا را ادامه داد و به گراوینا پوینت امروزی رسید و دوباره همان مراسم اعلام سلطهٔ اسپانیا را اجرا کرد. در ۱۵ ژوئن ۱۷۹۰ بندری را کشف کردند و به افتخار آنتونیو والدز وزیر نیروی دریایی اسپانیا بندر والدز نام‌گذاری کردند.
این هیئت اعزامی در۴ ژوئیه ۱۷۹۰ در جنوب غربی ساحل کنای که فیدالگو آن را جزیره رویلیاخیخدو نام‌گذاری کرد، اولین بار با روس‌ها رو به‌رو شدند.
این گروه به‌سوی جزیره کودیاک، محل استقرار روس‌ها در خلیج سه قدیس امروزی پیش‌روی کردند. فیدالگو روس‌ها را در کشتی خود جای داد و در ۵ ژوئیه ۱۷۹۰ نزدیک پایگاه روسی الکساندروسک (خلیج انگلیسی یا نان‌والک، آلایکا) و جنوب غربی انکوریج در شبه جزیره کنای، یک مراسم فرامانروایی دیگر اجرا کرد. فیدالگو این مأموریت را تا ۱۵ نوامبر ۱۷۹۰ با برگشتن در سن بلاس ادامه داد.
سالوادور فیدالگو در سال ۱۷۹۲ مأموریت یافت نزدیک نی بی (با اسم اسپانیایی باهیا دی نانوئز گائونا) در جنوب غربی ساحل خوان د فوکا، واشینگتن امروزی، یک پایگاه اسپانیایی راه اندازی کند. در ۸ می ۱۷۹۲ به کرووت پرنسسا در سن بلاس رسید. گروه به سرعت زمینی را تبدیل به باغ کردند که یک محوطه با چند گاو، گوسفند، گراز و گوزن و حصاری با یک گروه نظامی کوچک را شامل می‌شد.
این مقر در زمان مذاکرات پیمان نوتکا میان اسپانیا و بریتانیا و در آستانه بحران نوتکا احداث شد. نامعلوم بود که مقر اسپانیایی نوتکا به بریتانیایی‌ها تسلیم می‌شود یا نه. وظیفهٔ فیدالگو در نی بی برای آماده‌سازی یک تغییر مکان احتمالی برای مقر جدید نوتکا بود. بعدها در پاییز ۱۷۹۲ نبردی میان ماکاها، بومی‌های نی بی و اسپانیایی‌ها درگرفت. فرماندهٔ فیدالگو، آنتونیوسرانتس کشته شد و فیدالگو برای انتقام دستور حمله به ماکاها را صادر کرد که تلفات زیادی در پی‌داشت. فیدالگو بابت این اقدام از سوی مقامات ارشدش سرزنش شد. مقر نی بی تخلیه و فیدالگو به نوتکا فراخوانده شد.

## اواخر زندگی
سالوادور فیدالگو در سال ۱۷۹۴ به مقام کاپیتان دی فراگاتا (کاپیتان ناو) ارتقا یافت. در سال ۱۷۹۵ برای تحویل اسناد دیپلماتیک به فیلیپین رفت. در سال ۱۸۰۱ شورش بومیان آمریکایی در جزیره تیبیرون در خلیج کالیفرنیا را سرکوب کرد.

## وفات
در ۲۷ سپتامبر ۱۸۰۳ در تاکوبایا، در نزدیکی مکزیکو سیتی از دنیا رفت.

## میراث
جزیره فیدالگو در نزدیکی پیوجت ساند به افتخار او نام‌گذاری شده‌است.

## ارجاعات
1. ↑  Tovell, Freeman M. (2008). At the Far Reaches of Empire: The Life of Juan Francisco De La Bodega Y Quadra. University of British Columbia Press. pp. 352–353. ISBN 978-0-7748-1367-9.
2. 1 2  Arias, Bishop David (2005). Spanish-Americans: Lives And Faces. Trafford Publishing. p. 137. ISBN 1-4120-4717-X. online at Google Books
3. ↑  History of Spanish exploration of Pacific Northwest and Alaska
4. ↑  Arias, David (2005). Spanish-Americans: Lives and Faces. Trafford Publishing. p. 137. ISBN 1-4120-4717-X.; online at Google Books
5. ↑  Phillips, James W. (1971). Washington State Place Names. University of Washington Press. ISBN 0-295-95158-3.